# Schnell Károly (ügyvéd)
Schnell Károly (Karl Schnell; Brassó, 1841. május 27. – 1905. április 12.) erdélyi szász ügyvéd, politikus, országgyűlési képviselő.

## Élete
1859-ben a brassói Honterus-gimnáziumot végezte, azután a jogot Bécsben kezdte és Nagyszebenben végezte. 1867-től brassói ügyvéd volt. Időközben nagyobb utazásokat tett a Nyugaton és a Balkán-félszigeten. 1863-1864-ben a nagyszebeni tartománygyűlésnek tagja volt. 1869-ben a városi, valamint a megyei képviselő-testületbe is beválasztották. 1876-tól a vármegyei közigazgatási bizottság tagja és később a brassói ágostai hitvallású evangélikus egyháznak gondnokává és a nagyszebeni főkonzisztórium tagjává választották. Az 1897-1901. évi országgyűlésen a brassói I. kerületet képviselte és a képviselőház felirati bizottságának tagja volt.
Nagy-Szebenben a tartományi gyűlésen 1863-64-ben mondott beszédeinek címét Trausch-Schuller, Schriftsteller-Lexikon IV. 551. l. felsorolja; országgyűlési beszédei a Naplókban vannak.